# AP Langue et culture françaises
Advanced Placement (AP) French Language and Culture (aussi connu comme AP French Lang, AP French Language ou AP French) est un cours offert par le College Board (en) aux élèves du secondaire aux États-Unis. Comme tous les cours du College Board, AP French est une opportunité d'obtenir un crédit pour un cours de français de niveau collégial - l'examen final est comparé à un examen final pour un cours de français 301 au niveau collégial. Il n'y a pas d'exigences formelles d'enregistrement basées sur le niveau de français d'une élève qui sont établies par le College Board, mais aux lycées américains (qui déterminent ces exigences pour leurs étudiants), AP French est considéré comme avancé. L'examen a été changé en 2012 pour mieux tester les compétences en communication interprétative, interpersonnelle et de présentation.

## Examen
Le cours se termine en mai par un examen pour évaluer les compétences des étudiants.
L'examen dure environ 3 heures avec une section à choix multiples de 95 minutes et une section écrite et orale de 85 minutes, chacune comptant pour la moitié de la note finale.

### Section I: Choix multiple

#### Partie A
La partie A se compose de nombreux documents imprimés authentiques (des textes journalistiques et littéraires, des publicités, des lettres, des tableaux) avec une série de questions à choix multiples.

#### Partie B
La partie B se compose de documents audio authentiques (des entretiens, des podcasts, des messages d'intérêt public, des conversations). Cette section est divisée en deux sous-sections. Dans la première, les textes audio sont jumelés à des documents imprimés; la deuxième se compose uniquement de textes audio.

### Section II: Réponse ouverte

#### Ecrivant
Dans la partie écrite, les élèves répondent à un message électronique et composent un essai persuasif basé sur des sources incluses. Les étudiants ont 40 minutes pour rédiger cette dissertation, au cours desquelles ils peuvent avoir accès aux sources imprimées et à toutes les notes qu'ils ont prises sur l'audio.

#### Parlant
Dans la partie orale, les élèves démontrent d'abord le mode interpersonnel en répondant aux questions d'une conversation simulée; ils voient d'abord un aperçu de la conversation, y compris un schéma de chaque échange. Dans la deuxième partie de cette partie, ils donnent une présentation de 2 minutes sur un sujet culturel. L'exposé consiste à comparer les caractéristiques culturelles de la communauté de l'étudiant avec celles d'une région du monde francophone. Ces parties sont enregistrées sur le site web "College Board" et envoyées aux correcteurs.

### Répartition des notes
La répartition des notes (un 1 est le plus bas; un 5 est le plus haut) est la suivante :
| Score                 | 2012   | 2013   | 2014   | 2015   | 2016   | 2017   | 2018   | 2019   | 2020   | 2021   | 2022   | 2023   |
| --------------------- | ------ | ------ | ------ | ------ | ------ | ------ | ------ | ------ | ------ | ------ | ------ | ------ |
| 5                     | 18,5 % | 19,1 % | 18,4 % | 16,7 % | 17,6 % | 17,0 % | 16,7 % | 16,1 % | 23,3 % | 13%    | 12,2 % | 12,0 % |
| 4                     | 26,9 % | 26,2 % | 26,2 % | 25,6 % | 26,5 % | 24,9 % | 25,8 % | 25,3 % | 31,7 % | 23%    | 23,6 % | 25,0 % |
| 3                     | 32,6 % | 32,5 % | 33,5 % | 33,7 % | 32,5 % | 33,4 % | 34,6 % | 35,7 % | 28,3 % | 35%    | 35,2 % | 37,0 % |
| 2                     | 17,0 % | 17,4 % | 17,1 % | 18,8 % | 18,5 % | 19,6 % | 18,3 % | 18,2 % | 12,3 % | 22%    | 22,9 % | 20,0 % |
| 1                     | 5,1 %  | 4,5 %  | 4,8 %  | 5,2 %  | 4,9 %  | 5,0 %  | 4,5 %  | 4,7 %  | 4,4 %  | 7%     | 6,1 %  | 6,0 %  |
| % de scores 3 ou plus | 78,0 % | 77,8 % | 78,1 % | 76,0 % | 76,6 % | 75,3 % | 77,1 % | 77,1 % | 83,3 % | 71%    | 71,0 % | 74%    |
| Moyenne               | 3,37   | 3,39   | 3,36   | 3,30   | 3,33   | 3,29   | 3,32   | 3,30   | 3,57   | 3,13   | 3,16   |        |
| Écart-type            | 1,12   | 1,11   | 1,11   | 1,11   | 1,11   | 1,11   | 1,09   | 1,09   | 1,11   | 1,10   | 1,10   |        |
| Nombre d'étudiants    | 19 769 | 20 725 | 21 268 | 22 804 | 22 051 | 22 621 | 22 867 | 23 249 | 21 701 | 18 312 | 19 554 |        |